# 卡塔尔
卡塔爾國（羅馬化：dawlat Qatar），通稱卡塔爾（羅馬化：Qatar），是位於西亚的阿拉伯国家，也是地处阿拉伯半岛边上的半岛国家，三面被波斯湾所围绕，仅其南方与沙特阿拉伯接壤，为海湾阿拉伯国家合作委员会成員。
在奥斯曼帝国的統治後，卡達於20世紀初成為英国的保护国，於此時期發現石油和天然气，因此取代原有的採珠業而成為國家最重要的收入來源。卡達於1971年獨立。自19世紀起皆由阿勒薩尼家族統治。卡達是一個酋長國，採行君主立宪制或絕對君主制仍有爭議。2003年新憲法依據全民公投通過，贊成率達98%。卡達人口於2017年為260萬，包括313,000的卡達公民，以及230萬僑民。
卡達擁有相當豐富的石油和天然氣資源，且天然氣的總儲量為全世界第三名，而人均国内生产总值居世界第四。卡達的人类发展指数屬極高，為阿拉伯國家中最高者。卡達為阿拉伯世界的重要力量，與西方和伊朗關係良好，在阿拉伯之春中支持數個抗爭運動，藉由財務及全球性媒體半島電視台提供支持。有認為卡達屬中等強國。卡達於2022年舉辦世界盃足球賽，為阿拉伯國家中首個舉辦該比賽的國家。

## 詞源
中文「卡塔尔」是譯自Qatar，而Qatar可能來自於Qatara。現在一般相信Qatara是指卡塔尔一個廢棄的城鎮「祖巴拉」，其在以前曾是個經濟貿易繁榮的港口。

## 历史
在卡達半岛上，当地居民已经维持了数千年的生产活动，但在前期的大部分时间，也仅仅是一些游牧部落的短期居住。其中，哈里发和萨乌德部落曾席卷过整个阿拉伯半岛（后来他们分别成为巴林和沙特阿拉伯的国王），并沿海岸线定居，进行捕鱼和珍珠养殖。这些部落为了争夺有利的牡蛎饲养场经常相互争斗，使整个领地分分合合，一直没有建立统一的主权。
卡塔尔在7世纪是阿拉伯帝国的一部分。1517年葡萄牙入侵，1555年被并入奥斯曼帝国版图，受土耳其统治200多年。1846年萨尼·本·穆罕默德建立了卡塔尔酋长国。

### 巴林和沙特统治（1783年至1868年）
1766年，阿勒哈利法家族的Utub部落从科威特迁移至祖巴拉。
在19世纪哈里发部落统治着由巴林岛直到北部卡塔尔半岛的西部。尽管当时卡塔尔处在合法的从属国地位，但由于沿东海岸杜哈和沃克拉的渔村中，反对巴林人哈里发统治的呼声高涨，终于，在1867年，哈里发成功地将大量海军登陆沃克拉并取缔造反者。然而巴林人的进攻，违反了1820年签订的英巴条约，英国以保护国身份立即启动了外交回应，施加政治压力，责难巴林违反条约，英國由刘易斯·佩利上校代表与卡塔尔代表进行磋商，默许卡塔尔由从巴林独立出来。为了与刘易斯·佩利上校进行磋商，卡塔尔人选出了德高望重的杜哈本土人士穆罕默德·本·薩尼。他的萨尼部落，曾经参与过一些波斯湾地区的相关政治活动，并拥有一定的政治声望。谈判的结果最终使卡塔尔获得了政治上的独立，但直到1916年，卡達才得到正式的认可成为英国的被保护国。

### 奥斯曼统治（1871年至1915年）
在来自奥斯曼帝国总督的压力之下，统治卡塔尔的萨尼王室最终于1871年向奥斯曼帝国屈服。

### 英國統治時期（1916年至1971年）
在第一次世界大战期间，奥斯曼帝国在多个中东战役失败之后陷入混乱。卡塔尔加入了反对奥斯曼帝国的阿拉伯起义。起义的胜利导致奥斯曼帝国在地区的统治进一步衰弱。
英国最初想占据卡塔尔和波斯湾，是企图把这里作为殖民印度的理想的中途落脚点。20世纪初期，石油和天然气的发现，便成为英国占领这里的又一个理由。在奥斯曼帝国分裂之后，卡塔尔于1916年11月3日成为英国保护国。英国与埃米爾阿卜杜拉·本·賈希姆·阿勒薩尼签订协议，将卡塔尔纳为其停戰諸國的行政系统。
在第二次世界大战以后，尤其是在1947年印度取得独立以后，英国对殖民地的控制权大大削弱。到了20世纪50年代，英国放弃波斯湾阿拉伯国家的呼声越来越高，最终，在1961年，英国接受了科威特的独立宣言。7年以后，英国官方宣布他们将在3年时间内放弃政治上对波斯湾的控制，随后卡塔尔加入了巴林和其他七个休战国家联盟。但卡塔尔内部的反对意见很大，很快迫使卡塔尔脱离这个最终发展为阿拉伯联合大公國的联盟。最终，1971年，卡塔尔举行开国典礼，正式成为主权独立的国家。

### 獨立後發展（1971至今）
自从1995年，卡塔尔由埃米尔哈邁德·本·哈利法·阿勒薩尼统治，他是在他的父亲哈利法·本·哈邁德·阿勒薩尼在瑞士休假期间通过不流血政变夺得的国家控制权。在他的统治下，卡塔尔的社会政治生活較之前自由，包括妇女解放、新宪法的建立以及备受争议的半岛电视台的开播。2001年，卡塔尔同時與巴林及沙特阿拉伯解決了長久以來的邊界爭議。於2003年，卡塔尔是伊拉克戰爭的主要导弹發射基地，哈邁德·本·哈利法·阿勒薩尼在位至2013年，6月25日哈邁德則在電視演講中宣佈退位，並且把王位與政治權力傳給王儲塔米姆·本·哈邁德·阿勒薩尼。
2007年4月3日，卡塔尔埃米尔哈马德任命哈马德·本·贾西姆·本·贾比尔·阿勒萨尼为内阁首相。2017年6月，埃及、沙烏地阿拉伯、阿拉伯聯合大公國、巴林、葉門、利比亞等國與卡達斷交，認為卡達支持極端組織。
2021年1月5日，沙特阿拉伯、阿联酋、巴林、埃及宣布同卡塔尔恢复外交关系，卡塔尔外交危机开始缓和。

## 地理
卡塔尔位于阿拉伯湾西海岸的中部，是由沙特阿拉伯向北延伸的一个半岛，周围有几个岛屿。南北全长160公里，东西宽80公里，包括诸岛在内总面积11532.5平方公里。在西南方向与沙烏地阿拉伯和阿拉伯聯合大公國接壤，其余三面临海，在西北部与巴林隔海相望，相距仅不到30公里。
卡塔尔地势平坦，大部分地区为覆盖沙土的荒漠，靠近西海岸地势略高，由賽克里特向南存在大范围裸露石灰岩，卡塔尔的陆上石油也主要储藏在这个区域。

### 環境
1992年6月11日卡塔爾簽署生物多樣性公約，1996年8月21日正式成為其成員，隨後開始執行生物多样性行动計畫。在卡達共發現了142種真菌，另外根據環境部的調查，認為可能有蜥蜴族群。
但卡塔爾依然是人均二氧化碳排放量最多的國家之一，2008年人均排放量達49.1公噸，而2019年也有32.5公噸。此外其人均每日耗水量也相當高，達400公升。

### 氣候
卡塔尔属热带沙漠性气候，夏季炎热，最高气温可达摄氏50度以上，冬季凉爽干燥，最低气温在攝氏7度左右；全年干旱少雨，年降水量仅为125毫米。氣候也因此影響卡達許多經濟、政治、文化活動，例如主辦2022年國際足協世界盃時，將原先夏季為主的比賽時間延至11月。
| 卡塔爾            | 卡塔爾      | 卡塔爾      | 卡塔爾      | 卡塔爾     | 卡塔爾     | 卡塔爾   | 卡塔爾   | 卡塔爾   | 卡塔爾   | 卡塔爾  | 卡塔爾     | 卡塔爾      | 卡塔爾   |
| 月份              | 1月         | 2月         | 3月         | 4月        | 5月        | 6月      | 7月      | 8月      | 9月      | 10月    | 11月       | 12月        | 全年     |
| ----------------- | ----------- | ----------- | ----------- | ---------- | ---------- | -------- | -------- | -------- | -------- | ------- | ---------- | ----------- | -------- |
| 平均高温 °C（°F） | 22 (72)     | 23 (73)     | 23 (73)     | 32 (90)    | 38 (100)   | 39 (102) | 41 (106) | 45 (113) | 40 (104) | 35 (95) | 29 (84)    | 24 (75)     | 33 (91)  |
| 平均低温 °C（°F） | 09 (48)     | 13 (55)     | 17 (63)     | 21 (70)    | 25 (77)    | 27 (81)  | 29 (84)  | 29 (84)  | 26 (79)  | 23 (73) | 19 (66)    | 15 (59)     | 21 (70)  |
| 平均降水量 mm（） | 12.7 (0.50) | 17.8 (0.70) | 15.2 (0.60) | 7.6 (0.30) | 2.5 (0.10) | 0 (0)    | 0 (0)    | 0 (0)    | 0 (0)    | 0 (0)   | 2.5 (0.10) | 12.7 (0.50) | 71 (2.8) |
| 来源：weather.com |             |             |             |            |            |          |          |          |          |         |            |             |          |

## 行政區劃

自2004年起的卡達行政區劃

自2004年，卡達劃分為7個大區（阿拉伯語：baladiyah）。
1. 北部区
2. 豪爾
3. 烏姆錫拉勒
4. 戴揚
5. 賴揚
6. 杜哈
7. 沃克拉

基於統計需要，大區則近一步劃分為98個地區（截至2010年），再細分為鄉（block）
| 编号 | 市 名                   | 面积 (km²) | 人口普查 2004.3.17 | 人口普查 2010.4.20 |
| ---- | ----------------------- | ---------- | ------------------ | ------------------ |
| 01   | 杜哈市 Ad Dawhah        | 188.7      | 402,459            | 796,947            |
| 04   | 豪尔 Al Khawr           | 1,624.2    | 33,706             | 193,983            |
| 06   | 赖扬 Ar Rayyan          | 5,864.6    | 227,229            | 455,623            |
| 08   | 北部 Madinat ach Shamal | 902.1      | 4,915              | 7,975              |
| 09   | 乌姆锡拉勒 Umm Salal    | 309.7      | 25,413             | 60,509             |
| 10   | 沃克拉 Al Wakrah        | 2,471.1    | 44,115             | 141,222            |
| 13   | 达延市 Al Daayen        | 160.7      | 6,192              | 43,176             |
|      | 卡塔尔 Qatar            | 11,521     | 744,029            | 1,699,435          |

自2015年起，卡塔尔重新划分为8个自治市。全国又被划分为85个区，每个自治市根据地形及面积包括不同的区。
1. 北部区
2. 豪爾
3. 烏姆錫拉勒
4. 宰阿因（戴揚）
5. 賴揚
6. 杜哈
7. 沃克拉
8. 沙哈尼亚

## 政治
卡塔尔是君主专制的酋长国。卡塔尔埃米尔为国家元首和武装部队最高司令，由阿勒薩尼家族世袭，並禁止任何政党活动。此外，卡塔尔並沒有接受國際法院的強制管轄權。

### 法律
根據卡達憲法，伊斯蘭教法為卡達立法的主要法源，但在法實踐上，卡達司法體系混合了欧陆法系及伊斯蘭教法，相對其他阿拉伯國家來說比較世俗。伊斯蘭教法適用於家庭法、繼承法及部分刑法（包括通姦、搶奪及謀殺），在部分案件中，基於伊斯蘭教法的家庭法庭對女性證詞效力僅有男性的一半。2006年引進的而編撰的家庭法允許一夫多妻。
自从前任埃米尔推翻他父亲的政权以后，卡塔尔社会进一步自由化。与阿拉伯世界许多保守伊斯兰国家如沙烏地阿拉伯和科威特相比，卡塔尔法律相对比较宽松。
例如，卡塔尔法律允许女性驾车，而且女性驾车在卡塔尔已经较为普遍；卡塔尔法律允许女性在公众场合随意穿着，然而事实上，卡塔尔当地大部分女性通常仍旧穿着传统的黑色阿拉伯长袍，2014年卡達提醒遊客穿著上有部分限制，女性遊客在公眾場合不宜穿著緊身衣、迷你裙、無袖連衣裙、短褲等，男性遊客不宜穿著短褲、汗衫；卡塔尔法律允许飲用酒精飲料，但不能在公共場合飲用，且实际上任意提供酒精饮料的酒吧通常只在價格較高昂的酒店。國外常住人口可以在指定商店购买限量酒精飲料，并只可以在自己家里饮用。而在齋戒月期間，卡達航空則在地面停止供應酒精飲料。卡塔尔航空的子公司卡達經銷公司則被允許進口酒類及豬肉，該公司經營卡達國內唯一的酒類商店，該商店同時販售豬肉，並為特定許可業者。

### 外交

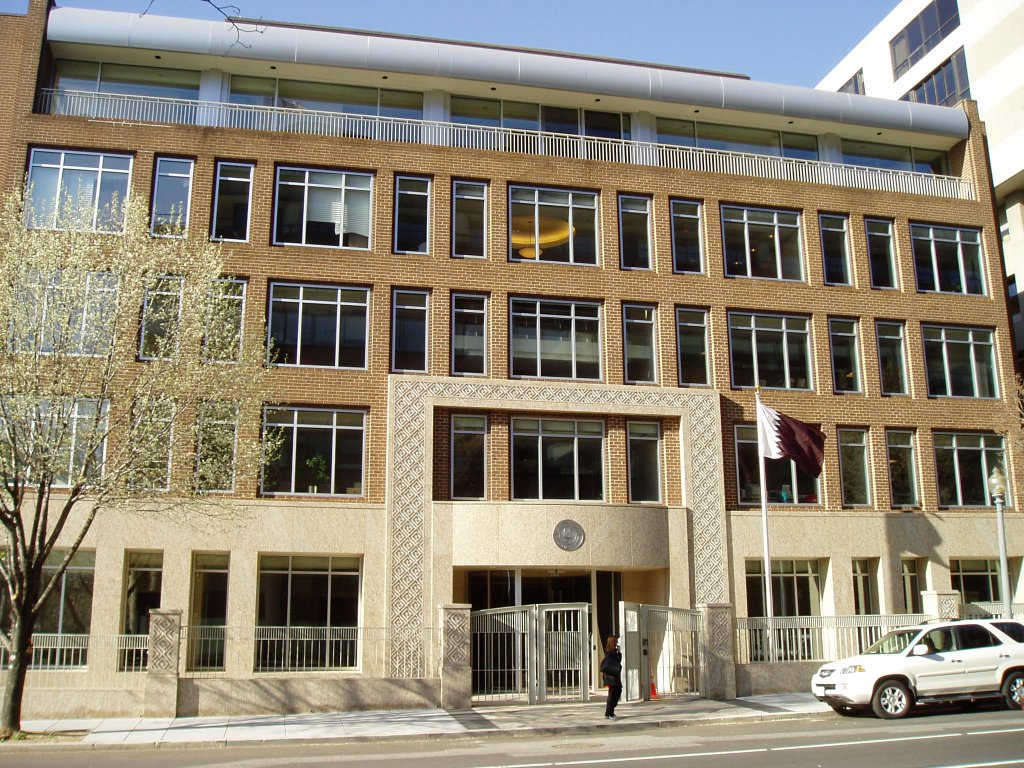
位於华盛顿哥伦比亚特区的卡達大使館

卡塔尔是石油輸出國組織（OPEC）的早期成員和海湾阿拉伯国家合作委员会的創始成員之一，亦是阿拉伯聯盟的成員，雖然是君主專制國家但在軍事上獲美國支持。2018年12月3日宣布退出石油輸出國組織（OPEC），已於2019年1月1日生效。
卡塔尔與各種外國勢力的互動相當頻繁。該國允許美國軍隊為了攻打伊拉克和阿富汗而使用他們的空軍基地。卡塔尔同時也與伊朗簽署了一項防務合作協議，使雙方能共同擁有世界上最大的天然氣田——北方-南帕斯天然氣田。
近年伊拉克、埃及和敘利亞先後指責卡塔爾支持恐怖組織在國外活動。卡塔爾也被指支持反以色列的哈馬斯，並利用卡達王室所擁有的半島電視台以阿拉伯語服務向區內國家「傳播激進的信息、煽動教派分歧」和「宣傳極端分子的觀點」。
2017年6月5日至7日，沙特阿拉伯、巴林、埃及、阿联酋、也门亞丁政府（獲國際普遍承認）、利比亚東部政府（未獲國際普遍承認）、马尔代夫、葛摩和毛里塔尼亚先後以卡塔尔支持恐怖主义組織（穆斯林兄弟會、葉門青年運動組織等）以及与伊朗保持良好关系为由，宣布与卡塔尔断交。其後在美國斡旋下，沙特阿拉伯、巴林、阿拉伯聯合酋長國和埃及已於2021年與卡塔爾恢復全面外交關係。
卡塔尔与马来西亚关系密切。两国之间的外交关系多体现于经贸往来。卡塔尔对马来西亚出口运输的首要产品包含石油、化工、铝制品与轻机械设备；马来西亚则对卡塔尔出口运输为机械、木制品、电气设备和金属制品。2019年12月11日，時任马来西亚首相马哈迪·莫哈末抵达卡塔尔展开为期四天的官访，两国领导人见证两国外交部成立高阶联合委员会谅解备忘录的签署仪式。

### 軍事

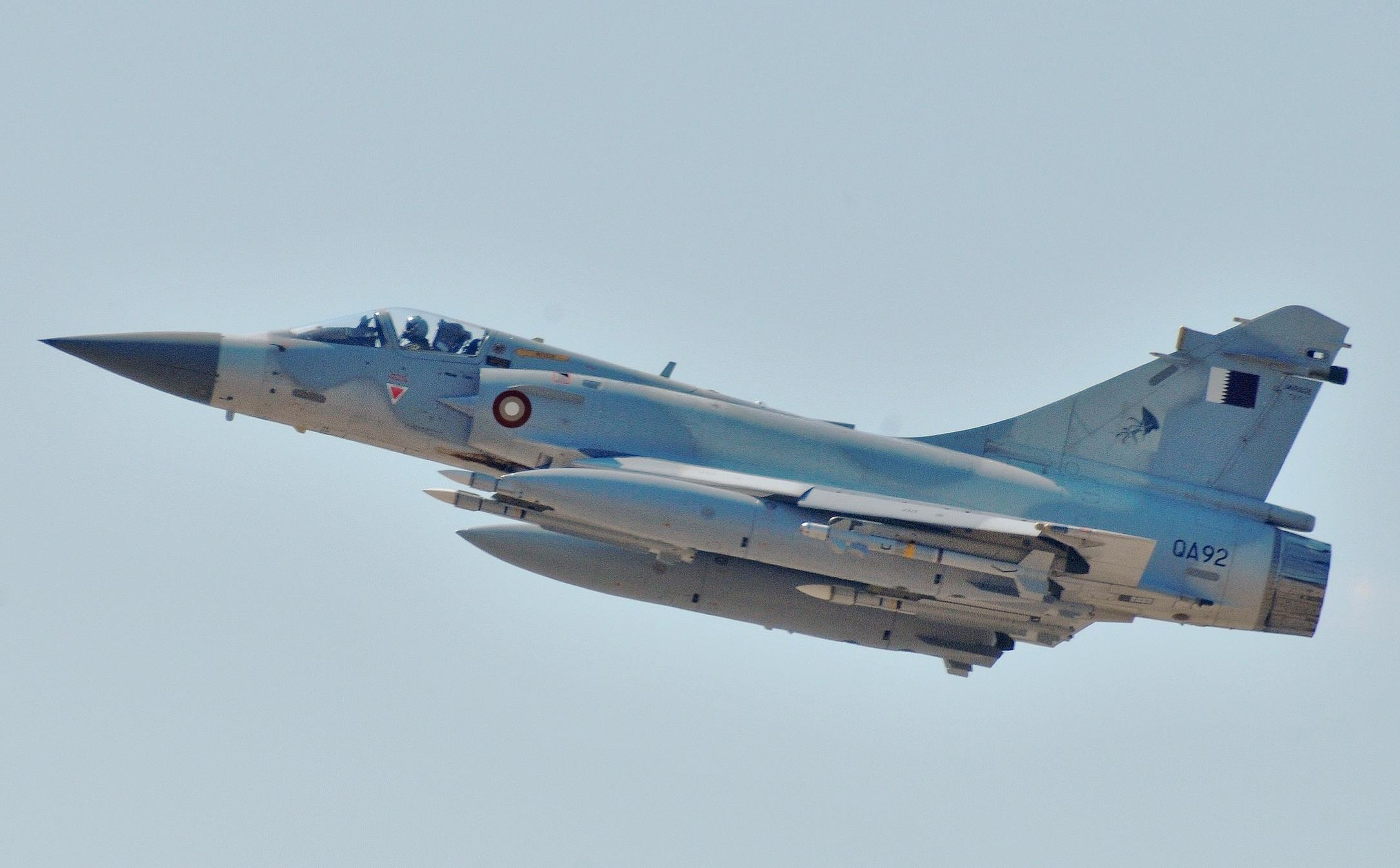
飛越利比亚的卡達幻影2000战斗机

至2012年初，卡塔爾的陸海空三軍合計有大約12,000人，陸海空軍分別為8,500、1,800及1,500人，於2010年，卡達軍事支出約佔國內生產總額的1.5％。卡達於2015年為第16大武器進口國，2016年則居第11位。卡達特種部隊由法國及其他西方國家進行訓練，一般認為具備相當技能，該部隊參與2011年的的黎波里之战。卡達亦參與了沙特领导的干预也门行动，對抗什叶派的胡塞武装组织，葉門許多平民被殺害，基礎設施遭受破壞，亦有醫院遭受沙烏地阿拉伯的轟炸。

## 人口
由於卡達高度依賴外籍勞動力，故人口數量有較大程度的波動，於2017年初，卡達人口約260萬人，其中313,000為卡達公民（12％），其餘230萬人為侨民，非阿拉伯外國人為卡達主要人口組成；印度人為最大社群，約65萬人，依次為尼泊爾人35萬、孟加拉人28萬、菲律賓人26萬、埃及人20萬、斯里蘭卡人14.5萬以及巴基斯坦人12.5萬。
卡達首次人口紀錄始於1892年，由鄂圖曼帝國進行，該次統計僅記錄城市居民，當年總人口為9,830。
根據2010年人口普查，卡達人口為1,699,435.卡達統計局於2013年1月估計該國人口為1,903,447，其中男性為1,405,164人；女性為498,283人，而首次人口普查於1970年進行，當時人口為111,133。人口於2000年代成長了3倍，由2001年的60萬人，至2011年約180萬人，由於對男性勞動力的需求，造成性別失衡，女性僅佔四分之一的人口。

### 宗教
卡達宗教(2010年)

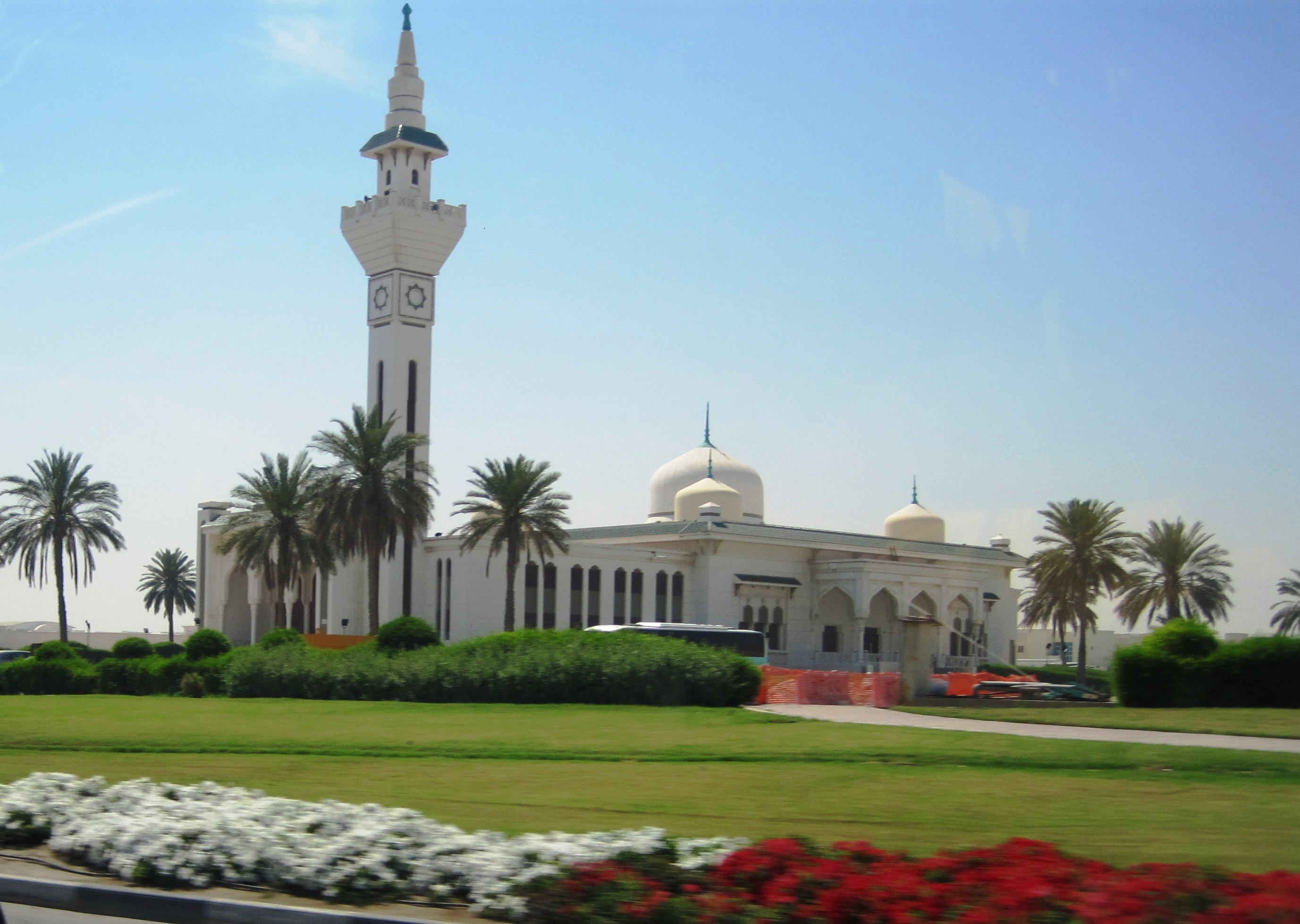
位於卡達沃克拉的清真寺

伊斯兰教為卡達的主要宗教及國教，但仍存在其他宗教信仰，大多數卡達公民信仰為屬瓦哈比派、萨拉菲运动，約有20％穆斯林屬什叶派，其餘穆斯林派別則較少。整體而言，穆斯林佔67.7％、基督徒佔13.8％、印度教佔13.8％、佛教佔3.1％，其他宗教或無信仰者佔1.6％。根據卡達憲法，伊斯蘭教法則為卡達立法的主要法源。
基督徒人口幾乎為外國人，自2008年起，基督徒被允許於政府捐贈的土地建立教堂，但外國人的傳教活動仍被禁止，在卡達活動的教會包括馬克·托馬敘利亞教會、瑪蘭卡正統敘利亞教會、天主教的杜哈玫瑰聖母堂及聖公宗的顯現堂，另有兩處耶穌基督後期聖徒教會教堂。

### 語言
阿拉伯語為卡達官方語言，卡達阿拉伯語則為當地方言，卡達手語則為聽障人士使用，英语則常被作為第二語言以及通用语，尤其在商業領域，卡達採取了行動，以保存阿拉伯語不被英語入侵 ，英語與卡達大量外派人口溝通相當重要，另有其他語言被使用，包括俾路支语、印地语、马拉雅拉姆语、乌尔都语、普什图语、泰米尔语、泰卢固语、尼泊尔语、僧伽罗语、孟加拉语、他加祿語及印尼语，反映了卡達的多元文化。

## 经济

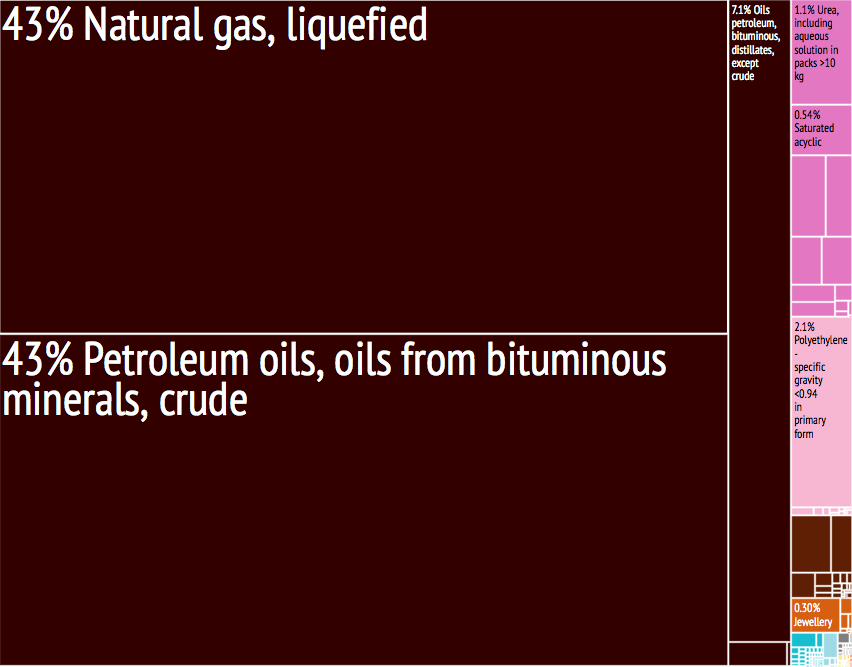
卡達出口產品類別比例圖
（2011年）

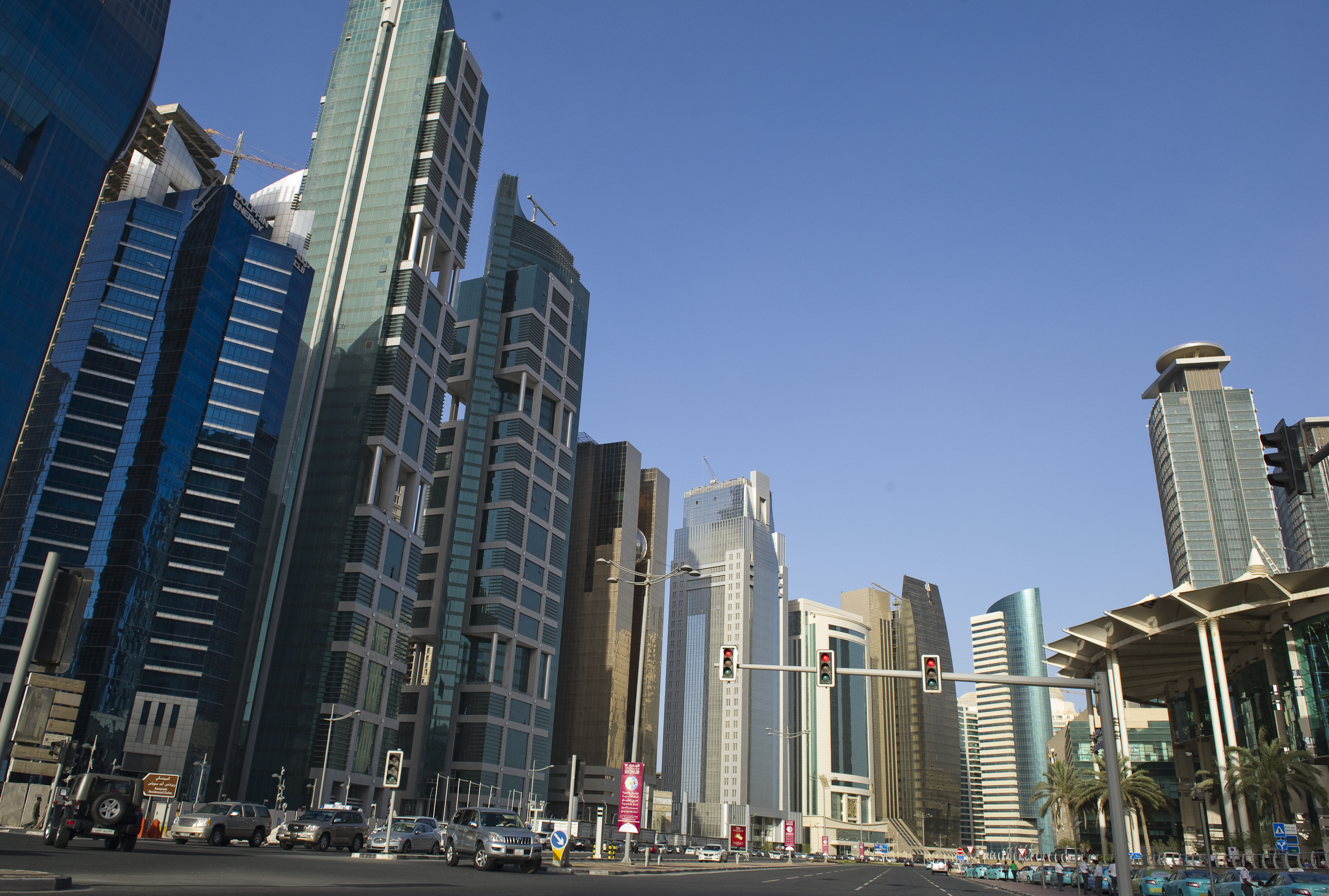
杜哈商業區

在發現石油之前，卡塔尔经济仅以渔业和珍珠养殖为主，根據鄂圖曼帝國地方政府於1892年做出的報告，卡達的珍珠养殖收入為2,450,000吉蘭（kran）。在1920－1930年代，日本的人工养殖珍珠进入世界市场之后，卡塔尔的珍珠养殖业立刻失去了竞争力，处境艰难。但是随后，1940年代發現杜漢油田，隨著石油储量的发现，完全改变了整个国家的经济。现在，这个国家拥有很高的生活水准，并有许多提供给國民的社会福利，例如免費的醫療服務。由於沒有所得稅，卡塔尔成為全世界主权独立国家中两个税收最少的国家之一，另一个是巴林。卡達失業率於2013年6月為0.1％。根據卡達公司法規定，該國各企業必須由卡達國民持股51％以上。
根據國際貨幣基金組織統計，卡達人均國內生產總值居世界第4。卡達的經濟成長高度依賴外國勞動力，外籍勞工佔全國人口86％以及94％的勞動力。卡達的勞工政策則受遭国际工会联合会批評。卡達的經濟成長幾乎完全依賴石油及天然氣工業，化石產業則自1940年代開始發展，卡達為最大液化天然气出口國之一。2022年，卡塔尔成为全球最大的液化天然气出口国。卡達於1961年加入石油输出国组织 （OPEC）。卡塔尔雖然是最富裕的國家之一，人類發展指數也已達「極高」水平，但仍旧被视為發展中國家而非已開發國家。

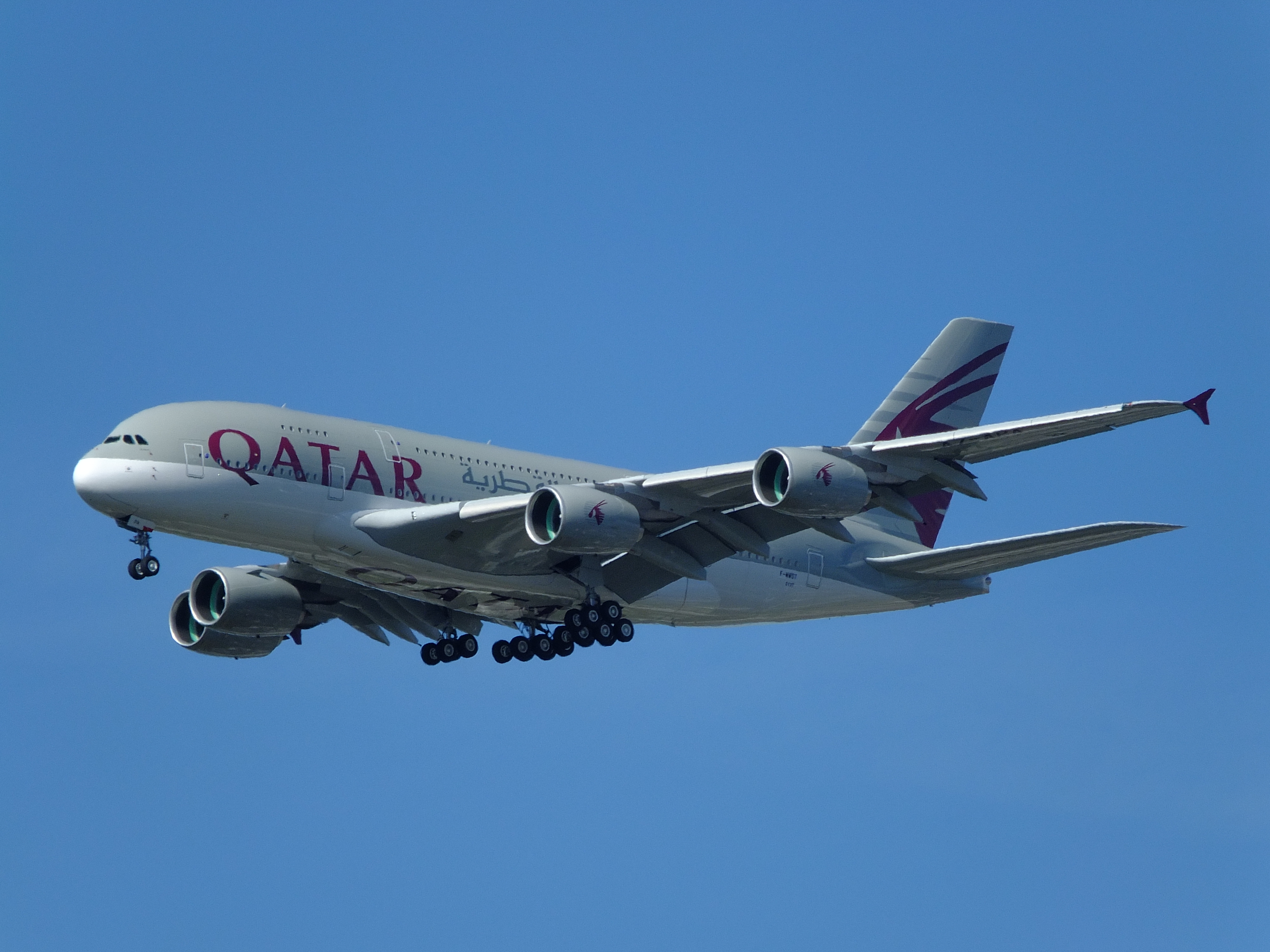
卡塔尔航空空中客车A380，卡塔尔航空為世界最大航空公司之一，航點超過150個，以杜哈為營運樞紐

卡達投資局為卡於2005年成立的主权财富基金，著重於外國投資，基於石油及天然氣獲取的數十億美元收益，卡達政府直接投資於美國、歐洲及亚太地区。卡達控股為卡達投資局的國際投資機構，至2013年，持有資產超過1,000億美元，自2009年起，卡達控股每年自該國獲得300至400億美元投資資金，於2014年，已投資於全世界諸多企業，如范倫鐵諾、西门子公司、春天百貨、哈洛德百貨公司、碎片大厦、巴克莱银行、倫敦希斯路機場、巴黎圣日耳曼足球俱乐部、大众集团、荷兰皇家壳牌、美國銀行、蒂芙尼公司、中国农业银行、森寶利、黑莓手機及巴西桑坦德銀行。
卡達並無任何稅收，但當局計畫就垃圾食品、奢侈品扣稅，該稅針對有害健康的商品，如速食、菸草製品、含糖飲料等。有認為這些稅收是為了因應2016年油價下跌而產生的赤字，此外，卡達政府於2016年對石油產業及其他產業進行裁員。
卡塔尔的政府收入主要来自石油和天然气出口。这个国家的石油储量估计有150亿桶（24亿立方米），天然氣則佔世界13％。卡達為最富有的國家之一，該國並無居民處於貧窮線以下，失業率不到1%。由于石油和天然气作为国家的经济支柱只能支撑未来有限的时间，所以卡塔尔正致力于寻求鼓励生产部门私有化并发展知识经济。在2004年，卡塔尔科学技术公园落成使用，吸引国内外以技术为基础的公司和企业，为他们提供技术支持。

## 文化
卡達文化與其他東阿拉伯半島國家相似，高度受伊斯蘭文化影響。每年12月18日為卡塔尔国庆节，對於國家認同感的形塑相當重要，以紀念卡塞姆·本·穆罕默德·阿勒薩尼繼承王位，隨後團結各部族。哈馬德·本·阿卜杜勒阿齊茲·卡瓦里自2008年7月1日起接任卡達文化、藝術部長。

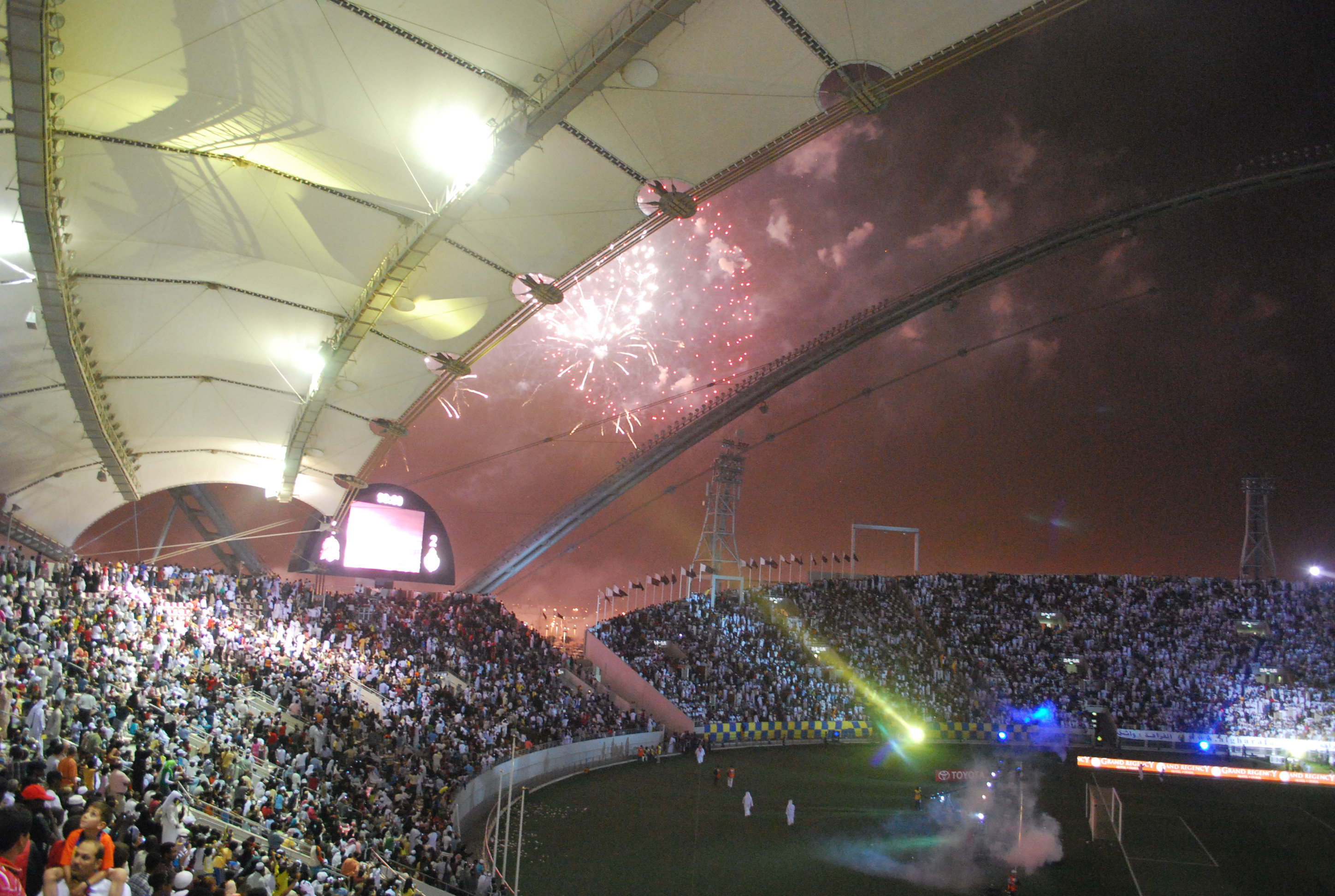
哈里發國際體育場是卡塔尔國家足球隊的主場，且亞洲運動會、亞洲盃足球賽及世界杯足球賽都在此舉行

### 体育
與其他中東國家一樣，足球是卡塔尔最受歡迎的運動，其次是板球。2010年12月2日於瑞士蘇黎世申辦2022年世界杯足球赛成功，是中東國家有史以來舉辦的最大型體育盛事。2006年卡塔尔的首都杜哈亦曾成功的舉辦了亞運會，2011年亦會作為東道主舉辦2011年亞洲盃足球賽及2011年泛阿拉伯運動會。WTA巡迴賽總決賽2008年至2010年都在首都杜哈的哈里發國際網球中心舉行。而在2022年11月，卡塔尔更成功舉辦了足球世界盃，在全國不同地區進行賽事。2024年亦會作為東道主舉辦2023年亞洲盃足球賽。2023年亦成功申辦2027年世界盃籃球賽，將會是阿拉伯國家有史以來首次舉辦。

### 教育
近几年，卡塔尔政府非常重视教育。每一名儿童可以享受由幼稚园至高中的免费教育。2012年，卡達的男性、女性文盲率分別為3.1％、4.2％，為阿拉伯國家中最低者。成立於1973年的卡塔尔大學為歷史最久、規模最大的大學。在卡塔尔基金会的支持下，许多美国学校也在卡塔尔教育城建立了分支机构，开设专修课程。这些大学包括卡内基梅隆大学、乔治城大学、德州农工大学、弗吉尼亚联邦大学、康乃尔大学等。2004年，卡塔尔在教育城建立了卡塔尔科学技术公园以加强大学和工业间的沟通。
2002年11月，埃米尔哈马德创立了卡塔尔高等教育理事会。这个机构指导并管理所有年龄段人群的教育，並提倡「教育新時代」的改革建議。現任埃米尔的第二个妻子蒙薩·賓特·納賽爾·米斯奈德，对教育改革的起步发挥了很大作用，目前她负责卡塔尔基金会並在卡達高等教育理事会任职。